# Lidija Durkina
Lidija Durkina, född 11 september 1997, är en rysk längdskidåkare som debuterade i världscupen den 10 december 2017 i Davos i Schweiz. Hon tog sin första pallplats i världscupen när hon ingick i det ryska lag som kom tvåa i damernas stafett i Beitostølen i Norge, den 9 december 2018.
Durkina vann silver på 15 km vid Juniorvärldsmästerskapen i nordisk skidsport 2019 och guld i stafett 2017.